# فرودگاه سانتا آنا دل یکوما
فرودگاه سانتا آنا دل یکوما (به انگلیسی: Santa Ana del Yacuma Airport) یک فرودگاه با کد یاتا SBL است که یک باند فرود آسفالت دارد و طول باند آن ۱۵۲۸ متر است. این فرودگاه در کشور بولیوی قرار دارد و در ارتفاع ۱۴۴ متری از سطح دریا واقع شده‌است.

## شرکت‌های هواپیمایی و مقصدهای پروازی
| شرکت‌های هواپیمایی | مقصدهای پروازی           |
| ----------------- | ------------------------ |
| آئروکون           | ستوان خورخه هنریش آرائوز |
| Amaszonas         | ستوان خورخه هنریش آرائوز |